# شناسایی دوست یا دشمن

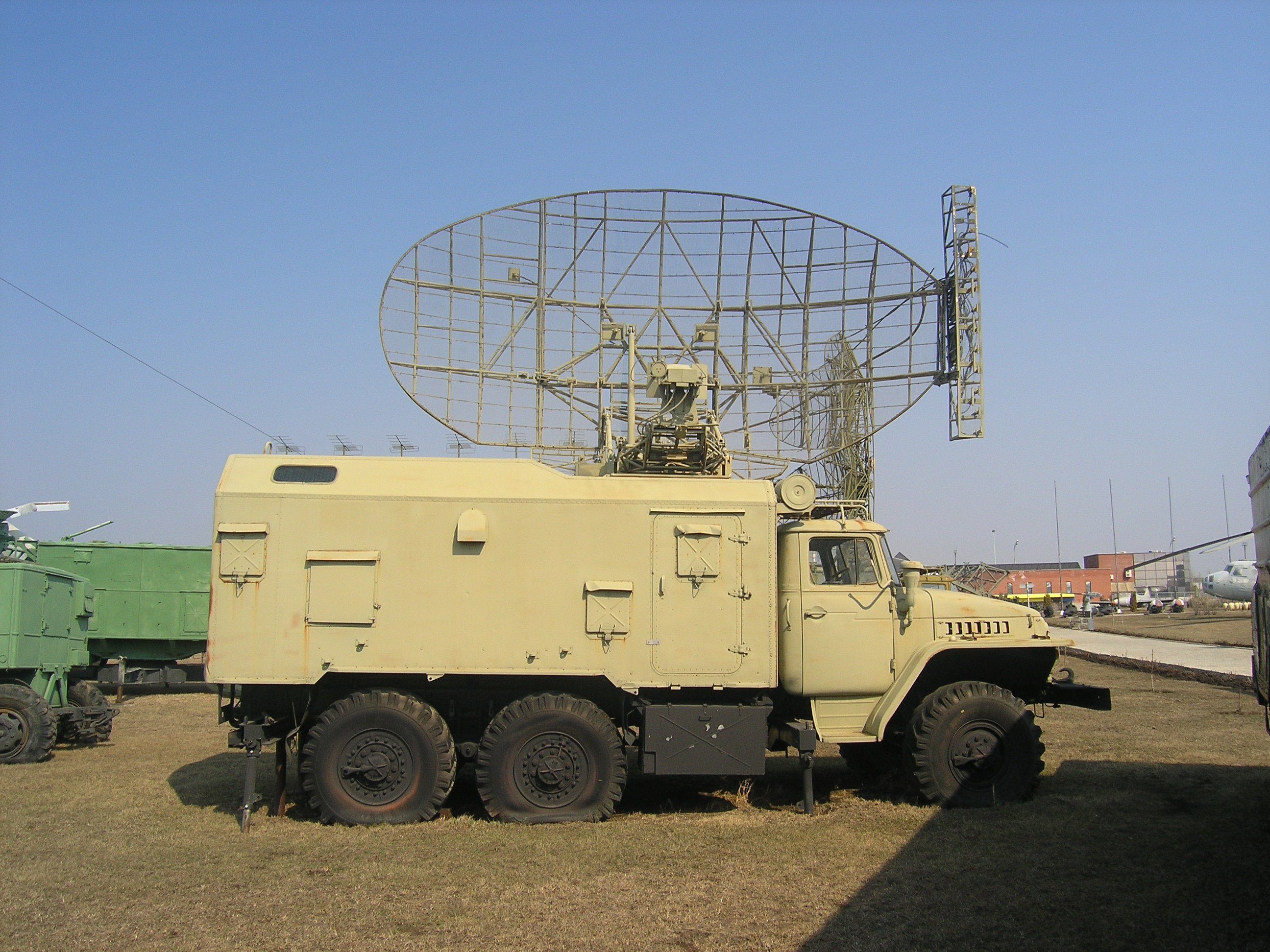
تصویری از یک رادار.

شناسایی دوست یا دشمن (به انگلیسی: Identification Friend or Foe، IFF) یک سیستم شناسایی کدگذاری شده رادیویی است که برای تشخیص دوست یا دشمن بودن هدفی که وجود و موقعیت آن توسط رادار اصلی شناسایی شده‌است، بکار می‌رود. این سیستم از ارسال کد درخواست شناسایی و پاسخ مورد نظر توسط هدف دوست یا دشمن بودن آن را تشخیص می‌دهد.
پس از انحلال پیمان ورشو معمول‌ترین این سیستم، نوعی است که توسط کشورهای ناتو استفاده می‌شود.
استاندارد فرکانس کارکرد این سیستم برای درخواست 1030 MHz و برای پاسخ 1090 MHz است.

## مدهای مختلف
مدهای ۱ تا ۵ برای کاربردهای نظامی بکار گرفته می‌شود. مدهای A, C و S کاربرد غیرنظامی دارند.
مد ۱
به‌صورت ۲ رقم ۸ بیتی برای شناسایی مأموریت بکار می‌رود.
مد ۲
به‌صورت ۴ رقم ۸ بیتی برای شناسایی افراد بکار می‌رود.
مد 3/A
به‌صورت ۴ رقم ۸ بیتی برای شناسایی بکار می‌رود.
مد ۴
به‌صورت کدگذاری شده کاربرد دارد.
مد ۵
نسخهٔ کدگذاری شدهٔ مد S برای کاربردهای نظامی
مد C
این مد برای گزارش ارتفاع بکار می‌رود.
مد S
اطلاعات در این کد به صورت بسته‌های اطلاعاتی در دو باند ارسال و دریافت می‌شوند. بسته به نوع درخواست فرمت‌های مختلفی برای پاسخ‌ها وجود دارد.
پرسش از ترانسپوندر:
پرسش‌های رادار ناظر ثانویه توسط ز و P2 وبر روی فرکانس ۱۰۳۰ مگاهرتز ارسال می‌شود. فاصله زمانی بین پالس‌های مذکور نمایانگر یک پرسش مخصوص است.
در حالت A و B هویت هواپیما مورد سؤال قرار می‌گیرد. بسیاری از کشورها برای شناسایی فقط از حالت A استفاده می‌کنند. پرسش‌های حالت A یا B ج ترانسپوندر به ارسال اطلاعات شناسایی هواپیما از جمله نام و شماره شناسایی که توسط خلبان، قبلاً روی دستگاه تنظیم شده‌است، مبادرت می‌کند. بسیاری از ترانسپوندرها فقط در حالت A و C کار می‌کنند و این دو حالت برای عملکرد صحیح یک ترانسپوندر تقریباً کافی به نظر می‌آید. حالت B در مواقعی به کار می‌رود که به علت خرابی ترانسپوندر، حالت A کار نکند و اغلب استفاده نمی‌شود.
در حالت C، ارتفاع هواپیما مورد سؤال قرار می‌گیرد. در این صورت، هواپیما ارتفاع خود را به ایستگاه زمینی گزارش می‌کند. حالت D فعلاً کاربردی ندارد.
پاسخ ترانسپوندر:
ترانسپوندر هواپیما تنها به پرسش‌هایی که در امتداد اصلی آنتن ایستگاه زمینی ارسال شده‌است، پاسخ می‌دهد. نوع پرسش (حالت A یا D) بایستی با نوع پاسخ که توسط خلبان روی دستگاه کنترل ترانسپوندر تنظیم می‌شود یکسان باشد؛ به عنوان مثال، خلبان بایستی پاسخ نوع A را روی دستگاه کنترل خود انتخاب کند تا ترانسپوندر بتواند به پاسخگویی نوع A به منظور تعیین هویت باشد. پاسخ ترانسپوندر توسط زوج پالس‌های رادیویی بر روی فرکانس ۱۰۹۰ مگاهرتز ارسال می‌شود. این زوج پالس‌ها دارای فاصله زمانی چند میکرو ثانیه هستند.